# الور، رانگا ردی
الور، رانگا ردی (به انگلیسی: Aloor, Ranga Reddy) یک منطقهٔ مسکونی در هند است که در آندرا پرادش واقع شده‌است.